# Saamaka Daka

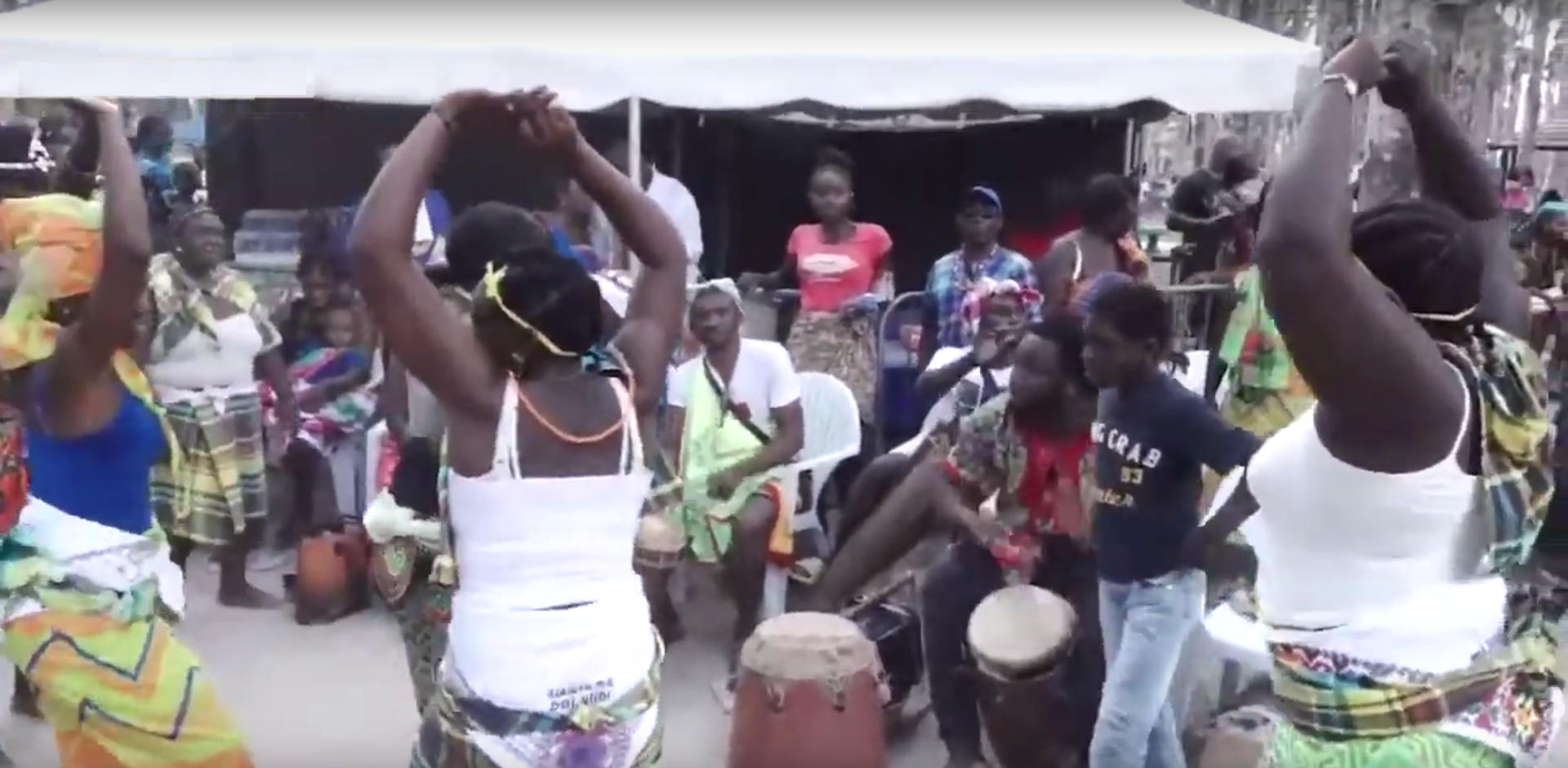
Saamaka Daka in de Palmentuin, 2019

Saamaka Daka, vertaald Dag van de Saramaccaners, is een feestdag in Suriname op 19 september. 
Deze dag herinnert aan de vrede van 19 september 1762 die werd gesloten tussen het koloniale bestuur en de stam van de Saramaccaners. Het verdrag volgde twee jaar na vrede voor de Aucaners. Op 19 maart 2020 is de Stichting 19 september 1762 opgericht die tot doel heeft om het vredesverdrag jaarlijks te herdenken. Tijdens de 260-jarige viering is 19 december 2022 uitgeroepen tot eenmalige nationale vrije dag.
| Saamaka Daka in de Palmentuin, 2019 |
| Saamaka Daka in de Palmentuin, 2019 |